# Chiesa di San Girolamo (Cittanova)
La chiesa di San Girolamo è un luogo di culto cattolico di Cittanova, nella provincia di Reggio Calabria.

## Storia
La chiesa viene costruita dopo il terremoto del 1783, da Maria Antonia Grimaldi Serra, figlia della principessa di Gerace Maria Teresa Grimaldi, morta a causa del terremoto, le cui spoglie - traslate dal diroccato convento dei padri alcantarini nel 1793 - riposano nella Cappella dell'Immacolata, all'interno della chiesa stessa.
La chiesa ha un'architettura ottocentesca, dalle forme pseudo-barocche. In origine era a navata unica, in seguito vennero aggiunte due navate laterali e rifatto l'interno in stile neoclassico. Dai libro dei battesimi della chiesa nel 1661, era il Rettore don Domenico Celano, poi furono successivamente rettori o parroci don Francesco Cristofalo, don Francesco Antonio Lucisano, don Giuseppe Antonio Piromalli, don Leone Luca Rolli, don Domenico Foti, don Michele Angelo Guerrisi, don Giuseppe Albanese, don Domenico Luzio.
Opere di rilievo: Crocifisso ligneo del 1600, Pietà lignea del 1866 opera di Francesco Biangardi, Statua dell'Immacolata del 1800, Statua lignea settecentesca di San Girolamo opera di Domenico De Lorenzo, Statua lignea settecentesca del Cristo Risorto opera di Domenico De Lorenzo, Varette (29 statue lignee, periodo: 1821-1893) opera di Francesco e Vincenzo Biangardi, Statua della Vergine opera di Michele Guerrisi.

## Festività e ricorrenze
- Festa di San Girolamo il 30 settembre.[8][9]

## Titoli
- Chiesa parrocchiale.